# Georges Garot
Georges Garot (ur. 7 kwietnia 1936 w Saint-Berthevin) – francuski rolnik, związkowiec i polityk, poseł do Parlamentu Europejskiego (1997–2004).

## Życiorys
Z zawodu rolnik, związany z branżowymi związkami zawodowymi. Zaangażował się w działalność Partii Socjalistycznej, został jej sekretarzem krajowym ds. rolnictwa i obszarów wiejskich.
W 1997 z ramienia Partii Socjalistycznej objął mandat posła do Parlamentu Europejskiego IV kadencji, dwa lata później uzyskał reelekcję na V kadencję. Należał do grupy socjalistycznej, pracował w Komisji Rolnictwa i Rozwoju Obszarów Wiejskich. W PE zasiadał do 2004.